# 水本浩
水本 浩（みずもと ひろし、1920年〈大正9年〉10月15日 - 1999年〈平成11年〉12月3日）は、日本の法学者（民法）。借地借家法、土地法の研究で知られる。立教大学名誉教授。

## 来歴
熊本県出身。1944年、東京帝国大学法学部卒業（指導教授は我妻栄）。同法学部助手。1949年、神奈川大学商経学部専任講師。1950年、同法経学部専任講師。後に、同法経学部助教授。1962年、法学博士（東北大学）（学位論文「借地借家法と不動産賃貸借法の構造 」）。1963年、立教大学法学部教授に就任。1969年、立教大学法学部長。1986年3月、立教大学を定年退職。立教大学名誉教授。同年4月獨協大学法学部教授。1991年獨協大学退職。日本土地法学会理事長や、東京家庭裁判所調停委員等を歴任。

## エピソード
川井健や遠藤浩と共に我妻栄亡き後、恩師の『民法案内』や『ダットサン民法（法律書）』などの改訂に取り組んだ。

## 著書
- 『借地借家法の基礎理論』一粒社 1966
- 『借地借家法の現代的課題』一粒社 1971
- 『土地問題と所有権 土地の私権はどうあるべきか』有斐閣 1973
- 『総則・物権　注釈民法1』有斐閣 1977
- 『債権各論』一粒社 1979-1985
- 『土地政策と住宅政策 法理論からのアプローチ』有斐閣 1979
- 『転換期の借地・借家法』日本評論社 1988
- 『債権総論』有斐閣 1989
- 『契約法』有斐閣 1995
- 『現代民法学の方法と体系』創文社 1996

### 共編著
- 『借家の法律相談』古山宏と共編　有斐閣 1968
- 『民法(総則・物権)講義(青林講義シリーズ)』甲斐道太郎と共編　青林書院新社 1969
- 『民法の基礎』甲斐道太郎と共編 青林書院新社 1975
- 『不動産取引の基礎』内山尚三と共編 青林書院新社 1976
- 『現代日本の法思想 近代法100年の歩みに学ぶ』小林直樹と共編 有斐閣選書 1976
- 『債権法総論(民法案内)』我妻榮著・水本補訂 全訂第1版 一粒社 1981-1983
- 『債権法各論(民法案内)上巻』我妻榮著・水本補訂 全訂第1版 一粒社 , 1984
- 『債権総論』遠藤浩と共編　青林書院 1986
- 『債権各論』遠藤浩と共編　青林書院 1986
- 『現代借地借家法講座』田尾桃二と共編　日本評論社 1986
- 『債権法』我妻栄・有泉亨・水本補訂 新版 一粒社 1992